# Asparagus concinnus
Asparagus concinnus är en sparrisväxtart som först beskrevs av John Gilbert Baker, och fick sitt nu gällande namn av Pauline Kies. Asparagus concinnus ingår i släktet sparrisar, och familjen sparrisväxter. Inga underarter finns listade i Catalogue of Life.